# Ratpenat nasofoliat de Mentawai
El ratpenat nasofoliat de Mentawai (Hipposideros breviceps) és una espècie de ratpenat de la família dels hiposidèrids. Viu de forma endèmica a Indonèsia. El seu hàbitat natural són àrees boscoses. No hi ha cap amenaça significativa per a la supervivència d'aquesta espècie coneguda.